# 엘리자베스 맥러플린

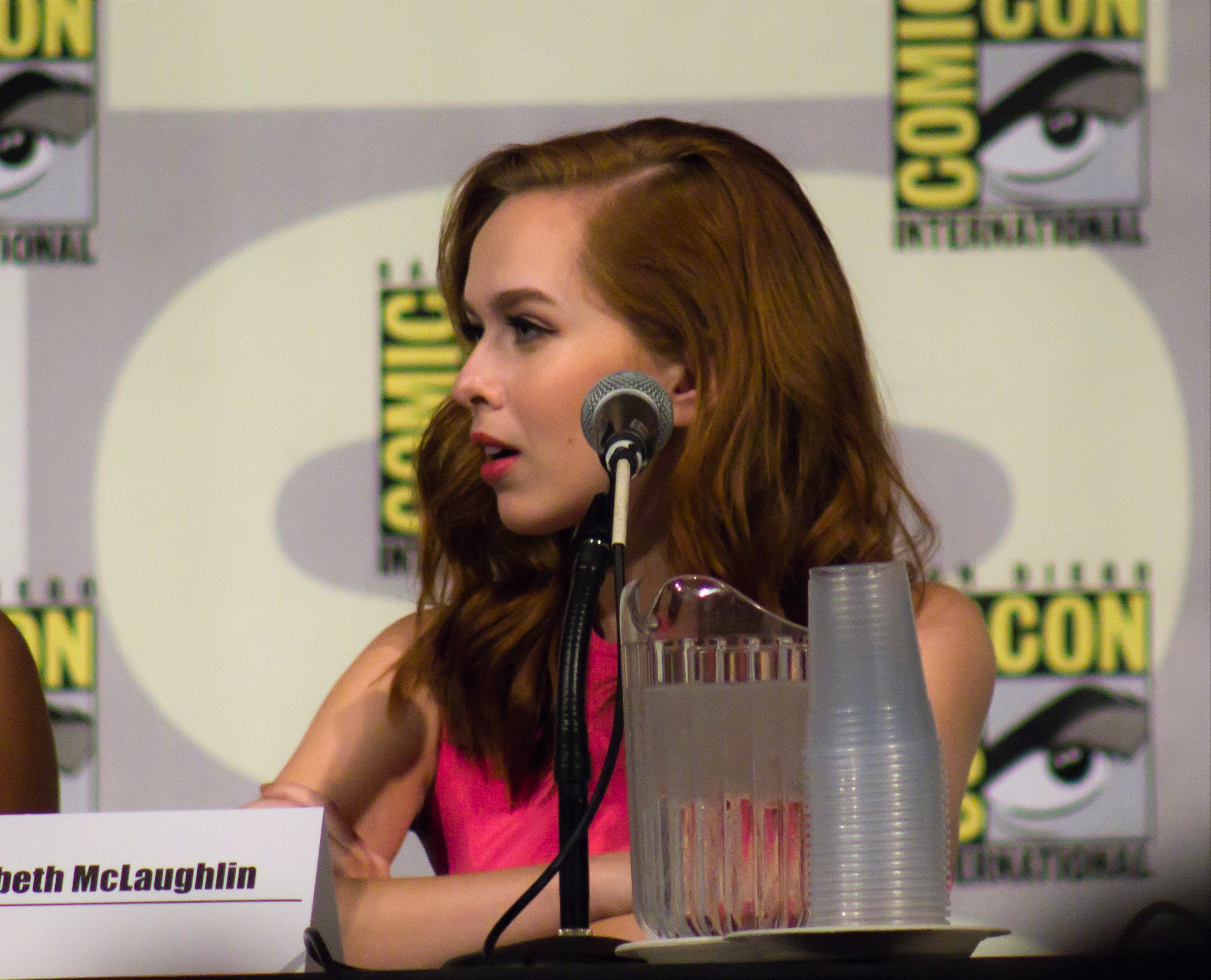

엘리자베스 맥러플린(Elizabeth McLaughlin, 1993년 10월 2일 ~ )는 미국의 배우, 영화배우, 텔레비전 배우, 모델이다.
모건타운에서 태어났다.

## 방송
- 비트레이얼

## 영화
- 라이즈 어게인 (2014년)
- 노벰버 크리스마스 (2010년) - 타미 역
- 더 클리크 (2008년) - 메시 블록 역
- 허쉬 (2005년)